# (382238) Euphémos
(382238) Euphémos, désignation internationale (382238) Euphemus, est un astéroïde troyen jovien.

## Description
(382238) Euphémos est un astéroïde troyen jovien, camp troyen, c'est-à-dire situé au point de Lagrange L5 du système Soleil-Jupiter. Il présente une orbite caractérisée par un demi-grand axe de 5,126 UA, une excentricité de 0,071 et une inclinaison de 12,4° par rapport à l'écliptique.
Il est nommé en référence au personnage de la mythologie grecque Euphémos, acteur du conflit légendaire de la guerre de Troie.

## Compléments